# Cinturón del Brigalow
El cinturón del Brigalow es una amplia franja de pastizales boscosos de acacias que se extiende entre los bosques tropicales de la costa y el interior semiárido de Queensland,  en Australia. La Regionalización Biogeográfica Provisional para Australia (IBRA) divide el cinturón del Brigalow en dos regiones IBRA, o biorregiones, Brigalow Belt North (BBN) y Brigalow Belt South (BBS). El cinturón norte y sur de Brigalow son dos de los 85 biorregiones en Australia y de las 15 bioregiones en Queensland. Juntos forman la mayor parte de la ecorregión denominada sabana tropical de Brigalow.

## Ubicación y descripción
El cinturón del Brigalow Norte cubre poco más de 13,5 millones de hectáreas y se extiende desde el norte de Townsville, hasta Emerald y Rockhampton en el trópico, mientras que el cinturón del Brigalow Sur corre desde allí hasta la frontera entre Queensland y Nueva Gales del Sur y un poco más allá hasta que el hábitat se convierte en la zona de los bosques templados de Australia oriental, dominada por eucaliptos.
Esta extensa y compleja franja de campo cubre un área de laderas onduladas a escarpadas, que consta de cordilleras y llanuras de antiguos depósitos de arena y arcilla, basalto y aluviones. El cinturón del Brigalow Norte incluye la cuenca productora de carbón de Bowen con la cercana cuenca de Drummond y las fértiles áreas de Peak Downs, mientras que el cinturón del Brigalow Sur desemboca en la enorme Gran Cuenca Artesiana con las gargantas de arenisca de la cordillera de Carnarvon de la Gran Cordillera Divisoria, que separa ambas áreas. El lado suroeste incluye la zona agrícola de Darling Downs.
Varios ríos importantes drenan el cinturón del Brigalow en su mayoría hacia el este hacia la costa, incluido el gran sistema del río Fitzroy y los ríos Belyando y Burdekin cerca del trópico. Las áreas del sudoeste desembocan hacia el oeste en la cuenca del Murray-Darling a través de los ríos Maranoa, Warrego y Condamine.

## Biodiversidad

### Flora

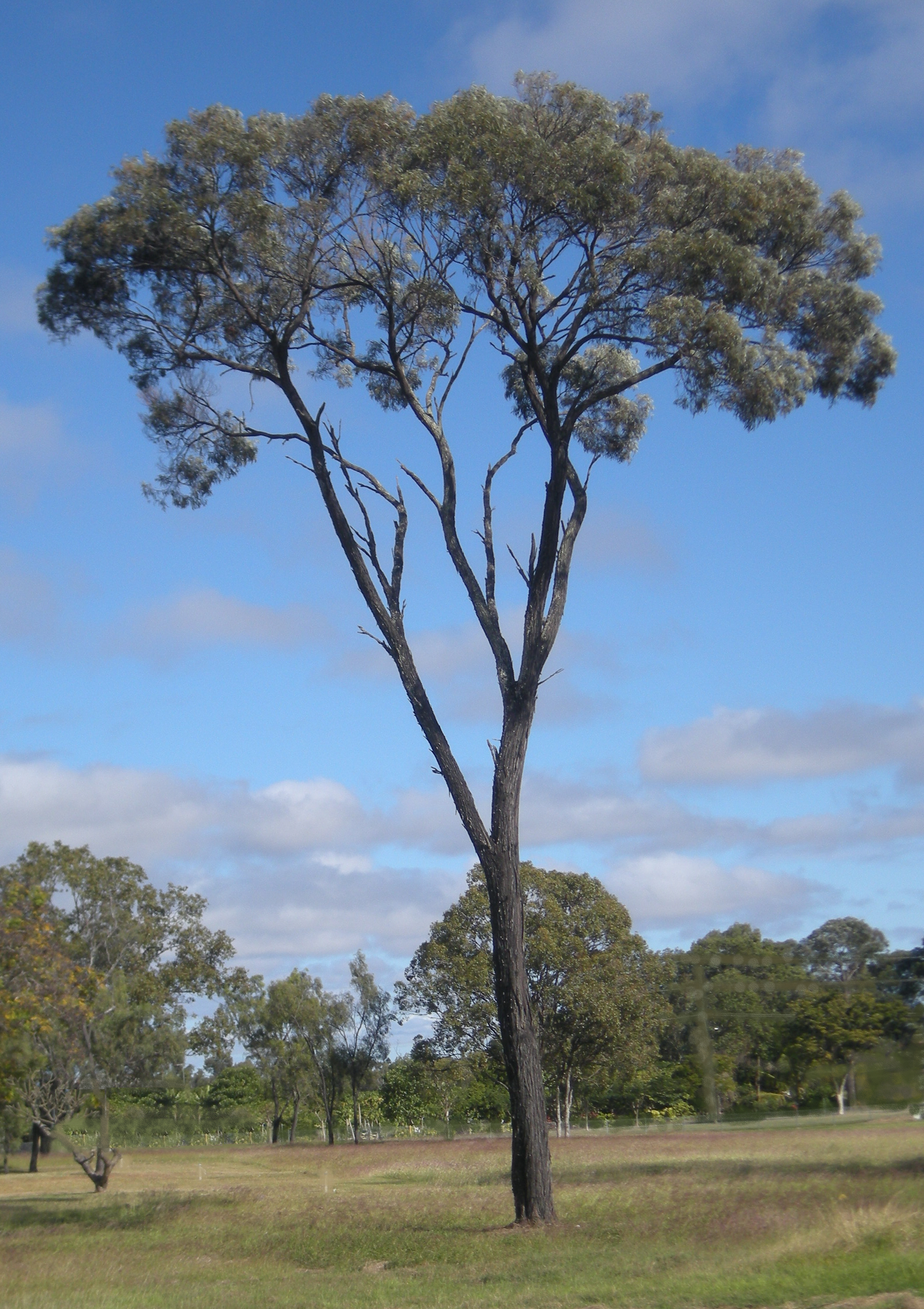
Árbol de brigalow en la costa central de Queensland.

Las comunidades vegetales características son los bosques de brigalow (Acacia harpophylla) un delgado árbol de acacia altamente tolerante al estrés hídrico, que prospera en el suelo arcilloso y que alguna vez cubrió gran parte del área, especialmente las fértiles tierras bajas. Sin embargo la mayoría de los brigalows se han talado para dar lugar a  tierras agrícolas y bosques de eucaliptus de hojas plateadas y de corteza de hierro, boj álamo y otros bojs, boj de Coowarrat y coolibah ahora están intactos, principalmente en las laderas más altas.
Los pastizales de Dichanthium son otro hábitat típico de la zona, mientras que los focos de bosques más espesos de brigalow mezclados con Casuarina cristata y Cadellia se encuentran en valles más húmedos y bosques secos, y en humedales y matorrales de madera blanda aunque en su estado no desarrollado, estos microhábitats especializados son raros hoy en día. Existe una variedad particularmente rica de hábitats en áreas como Garganta Isla y meseta Blackdown en el cinturón de arenisca de la cordillera de Carnarvon. El cinturón del Brigalow Norte es uno de los quince hotspots de biodiversidad nacionales en Australia.

### Fauna
La región es el hábitat de los ualabíes Petrogale inornata y  Macropus dorsalis, que viven en las zonas de matorral de enredaderas, junto con un escarabajo pelotero sin alas (Onthophagus apterus). En el cinturón del Brigalow se encuentran dos mamíferos en peligro de extinción; el ualabí de bridas en los parques nacionales de Idalia y de Taunton, y el wombat del norte en las praderas y eucaliptos del parque nacional Bosque Epping. Las aves que se encuentran aquí incluyen el diamante gorjinegro y el zorzal de Heine, mientras que los reptiles endémicos incluyen a la tortuga del río Fitzroy.

### Preservación
Un poco más del dos por ciento del cinturón del Brigalow se encuentra dentro de parques nacionales y otras áreas protegidas.
Los parques nacionales más grandes del cinturón del Brigalow son: Taunton (que es el de mayor extensión, con 115 km²); Bosque Epping, Dipperu, Bahía Bowling Green, Goodedulla, Montes Chesterton, Homevale, Meseta Blackdown, Expedition y Carnarvon.

## Subregiones
Entre las subregiones IBRA del cinturón de Brigalow Norte  incluyen:
| Regiones y subregiones de IBRA: IBRA7 | Regiones y subregiones de IBRA: IBRA7 | Regiones y subregiones de IBRA: IBRA7    | Regiones y subregiones de IBRA: IBRA7 | Regiones y subregiones de IBRA: IBRA7 |  |
| ------------------------------------- | ------------------------------------- | ---------------------------------------- | ------------------------------------- | ------------------------------------- |  |
| Región / subregión IBRA               | Código IBRA                           | Área                                     | Estados                               | Ubicación                             |  |
| Cinturón de Brigalow Norte            | BBN                                   | 33 790 510 hectáreas (83 498 094,8 acre) | Qld                                   |                                       |  |
| Townsville Plains                     | BBN01                                 | 763 495 ha (1 886 635,6 acre)            | Qld                                   |                                       |  |
| Bogie River Hills                     | BBN02                                 | 1 054 392 ha (2 605 457,1 acre)          | Qld                                   |                                       |  |
| Cape River Hills                      | BBN03                                 | 747 393 ha (1 846 846,7 acre)            | Qld                                   |                                       |  |
| Beucazon Hills                        | BBN04                                 | 95 821 ha (236 778,6 acre)               | Qld                                   |                                       |  |
| Wyarra Hills                          | BBN05                                 | 397 935 ha (983 317,9 acre)              | Qld                                   |                                       |  |
| Cuenca norte de Bowen                 | BBN06                                 | 1 316 957 ha (3 254 268,7 acre)          | Qld                                   |                                       |  |
| Belyando Downs                        | BBN07                                 | 1 772 127 ha (4 379 017,3 acre)          | Qld                                   |                                       |  |
| Upper Belyando Floodout               | BBN08                                 | 466 275 ha (1 152 189,6 acre)            | Qld                                   |                                       |  |
| Anakie Inlier                         | BBN09                                 | 382 284 ha (944 643,5 acre)              | Qld                                   |                                       |  |
| Basalt Downs                          | BBN10                                 | 1 274 731 ha (3 149 926,1 acre)          | Qld                                   |                                       |  |
| Isaac-Comet Downs                     | BBN11                                 | 2 693 397 ha (6 655 523 acre)            | Qld                                   |                                       |  |
| Montes Nebo-Connors                   | BBN12                                 | 449 269 ha (1 110 166,9 acre)            | Qld                                   |                                       |  |
| Cuenca sur de Drummond                | BBN13                                 | 1 009 244 ha (2 493 894 acre)            | Qld                                   |                                       |  |
| Llanuras de Marlborough               | BBN14                                 | 1 250 611 ha (3 090 324,4 acre)          | Qld                                   |                                       |  |

Por su parte, en las subregiones IBRA del cinturón de Brigalow Sur se incluyen las siguientes:
| Regiones y subregiones de IBRA: IBRA7 | Regiones y subregiones de IBRA: IBRA7 | Regiones y subregiones de IBRA: IBRA7    | Regiones y subregiones de IBRA: IBRA7 | Regiones y subregiones de IBRA: IBRA7 |  |
| ------------------------------------- | ------------------------------------- | ---------------------------------------- | ------------------------------------- | ------------------------------------- |  |
| Región / subregión IBRA               | Código IBRA                           | Área                                     | Estados                               | Ubicación                             |  |
| Cinturón de Brigalow Sur              | BBS                                   | 27 219 776 hectáreas (67 261 471,9 acre) | Qld / NSW                             |                                       |  |
| Claude River Downs                    | BBS01                                 | 1 026 214 ha (2 535 827,8 acre)          | Qld / NSW                             |                                       |  |
| Woorabinda                            | BBS02                                 | 749 785 ha (1 852 757,4 acre)            | Qld / NSW                             |                                       |  |
| Gama Boomer                           | BBS03                                 | 220 541 ha (544 968,2 acre)              | Qld / NSW                             |                                       |  |
| Montes Morgan                         | BBS04                                 | 1 275 970 ha (3 152 987,7 acre)          | Qld / NSW                             |                                       |  |
| Callide Creek Downs                   | BBS05                                 | 30 133 ha (74 460,2 acre)                | Qld / NSW                             |                                       |  |
| Arcadia                               | BBS06                                 | 715 288 ha (1 767 513,6 acre)            | Qld / NSW                             |                                       |  |
| Dawson River Downs                    | BBS07                                 | 982 807 ha (2 428 566,8 acre)            | Qld / NSW                             |                                       |  |
| Montes Banana-Auburn                  | BBS08                                 | 1 547 555 ha (3 824 088,3 acre)          | Qld / NSW                             |                                       |  |
| Basaltos de Buckland                  | BBS09                                 | 281 306 ha (695 121,6 acre)              | Qld / NSW                             |                                       |  |
| Montes de Carnarvon                   | BBS10                                 | 2 263 686 ha (5 593 685 acre)            | Qld / NSW                             |                                       |  |
| Taroom Downs                          | BBS11                                 | 652 005 ha (1 611 138 acre)              | Qld / NSW                             |                                       |  |
| Southern Downs                        | BBS12                                 | 4 264 666 ha (10 538 209,9 acre)         | Qld / NSW                             |                                       |  |
| Barakula                              | BBS13                                 | 1 301 712 ha (3 216 597,6 acre)          | Qld / NSW                             |                                       |  |
| Dulacca Downs                         | BBS14                                 | 162 442 ha (401 402,6 acre)              | Qld / NSW                             |                                       |  |
| Weribone High                         | BBS15                                 | 966 510 ha (2 388 296,1 acre)            | Qld / NSW                             |                                       |  |
| Tara Downs                            | BBS16                                 | 511 339 ha (1 263 545,1 acre)            | Qld / NSW                             |                                       |  |
| Eastern Darling Downs                 | BBS17                                 | 1 697 945 ha (4 195 709,8 acre)          | Qld / NSW                             |                                       |  |
| Areniscas de Inglewood                | BBS18                                 | 1 219 008 ha (3 012 231,7 acre)          | Qld / NSW                             |                                       |  |
| Moonie-Commoron Floodout              | BBS19                                 | 750 661 ha (1 854 922,1 acre)            | Qld / NSW                             |                                       |  |
| Moonie-Barwon Interfluve              | BBS20                                 | 765 231 ha (1 890 925,3 acre)            | Qld / NSW                             |                                       |  |
| Basaltos del Norte                    | BBS21                                 | 624 671 ha (1 543 594,3 acre)            | Qld / NSW                             |                                       |  |
| Northern Outwash                      | BBS22                                 | 700 241 ha (1 730 331,7 acre)            | Qld / NSW                             |                                       |  |
| Pilliga Outwash                       | BBS23                                 | 535 392 ha (1 322 981,3 acre)            | Qld / NSW                             |                                       |  |
| Pilliga                               | BBS24                                 | 1 732 137 ha (4 280 200 acre)            | Qld / NSW                             |                                       |  |
| Llanuras de Liverpool                 | BBS25                                 | 941 752 ha (2 327 117,8 acre)            | Qld / NSW                             |                                       |  |
| Montes Liverpool                      | BBS26                                 | 521 960 ha (1 289 790,1 acre)            | Qld / NSW                             |                                       |  |
| Valle de Talbragar                    | BBS27                                 | 203 894 ha (503 832,6 acre)              | Qld / NSW                             |                                       |  |
| Narrandool                            | BBS28                                 | 303 754 ha (750 591,8 acre)              | Qld / NSW                             |                                       |  |